# Lane (Artuby)
Pour les articles homonymes, voir Lane.
 (septembre 2017).
La Lane est une rivière française du département des Alpes-Maritimes en région Provence-Alpes-Côte d'Azur, affluent gauche de l'Artuby, donc sous-affluent du Rhône par le Verdon et la Durance.

## Géographie
De 19 kilomètres de longueur, la Lane prend sa source sur la commune d'Andon, à 1 164 mètres d'altitude au sud de la Montagne de Thorenc et dans les Monts d'Azur.
Il coule globalement de l'est vers l'ouest. La Lane traverse le lac de Thorenc.
Elle conflue en rive gauche de l'Artuby sur la commune de Valderoure, à 1 036 mètres d'altitude, après avoir traversé trois gués.

### Communes et canton traversés
Dans le seul département des Alpes-Maritimes, la Lane traverse deux communes et un seul canton :
- arrondissement de Grasse : canton de Saint-Auban : Andon (source) et Valderoure (confluence).

### Bassin versant
La superficie du bassin versant L'Artuby de sa source au Rieu Tort inclus (X240) est de 105 km2,. Ce bassin versant est composé à 78,16 % de forêts et milieux semi-naturels, à 20,25 % de territoires agricoles, à 1,31 % de territoires artificialisés.
Le bassin versant de la Lane est de 44,41 km2.

### Organisme gestionnaire
L'organisme gestionnaire est le parc naturel régional du Verdon.

## Affluents
La Lane a deux affluents référencés :
- le vallon de la Ravinette (rd[note 2]), 1 km, sur la seule commune d'Andon.
- le vallon de l'Ubac (rg), 1,1 km, sur la seule commune d'Andon.

Ces deux affluents alimentent le lac de Thorenc qui se situe en haut du Plan du Bas Thorenc.

### Rang de Strahler
Le rang de Strahler est donc de deux.

## Hydrologie

### La Lane à Valderoure
Une station hydrologique a été en service à Valderoure de 1980 à 1994 pour un bassin versant de 45,2 km2 soit la totalité du bassin versant officiel (44,41 km2), et à 1 040 m d'altitude.
Le module à Valderoure est de 0,484 m3/s.

### Étiage ou basses eaux
À l'étiage, c'est-à-dire aux basses eaux, le VCN3, en cas de quinquennale sèche s'établit à 0,013 m3/s, ce qui est bien faible,.

### Crues
Sur cette courte période d'observation, le débit journalier maximal a été observé le 7 janvier 1994 pour 63,40 m3/s. Le débit instantané maximal a été observé le 7 janvier 1994 avec 111,0 m3/s en même temps que la hauteur maximale instantanée de 307 cm soit 3,07 m.
Le QIX 2 est de 29 m3/s et le QIX 5 est de 50 m3/s, le QIX 10 est de 65 m3/s et le QIX 20 est de 79 m3/s, le QIX 50 n'ayant pas été calculé vu la période d'observation de 15 ans.

### Lame d'eau et débit spécifique
La lame d'eau écoulée dans cette partie du bassin versant de la rivière est de 338 millimètres annuellement, ce qui est dans la moyenne en France. Le débit spécifique (Qsp) atteint 10,7 litres par seconde et par kilomètre carré de bassin.